# Ménières
Ménières es una comuna suiza del cantón de Friburgo, situada en el distrito de Broye. Limita al norte con la comuna de Cugy, al este con Fétigny, al sur y suroeste con Valbroye (VD), y al oeste con Les Montets.